# Breitenbach (Siegen)

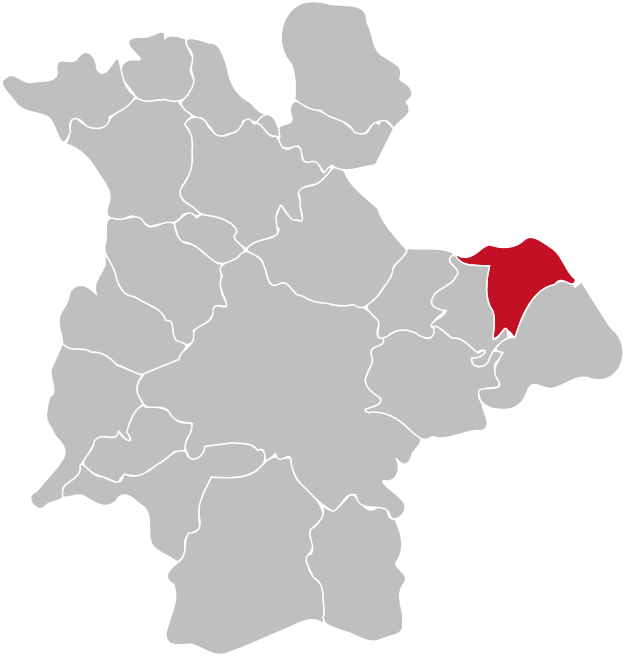
Os bairros da cidade de Siegen e a localização de Breitenbach (em vermelho)

Breitenbach é um bairro (Stadtteil) da cidade de Siegen, na Alemanha. Breitenbach é também o nome do córrego (em alemão, Bach) no vale do qual o bairro se localiza e que, no bairro de Kaan-Marienborn, deságua no rio Weiß.
O mais antigo documento a mencionar Breitenbach - então uma aldeia independente - data de 1440. Até 1° de julho de 1966, Breitenbach pertencia à associação de municípios independentes (Amt) de Netphen. Com a reforma territorial válida a partir desta data, a localidade foi incorporada à cidade de Siegen.
O bairro encontra-se no distrito municipal (Stadtbezirk) III (Leste) da cidade de Siegen e faz fronteira com as seguintes localidades: a sudoeste, com o bairro de Volnsberg; ao sul, com o bairro de Feuersbach; ao norte e ao leste, com a cidade de Netphen.  Breitenbach contava com uma população de apenas 322 habitantes em 31 de dezembro de 2015. É o terceiro bairro menos populoso da cidade de Siegen.